# Leite Chaves

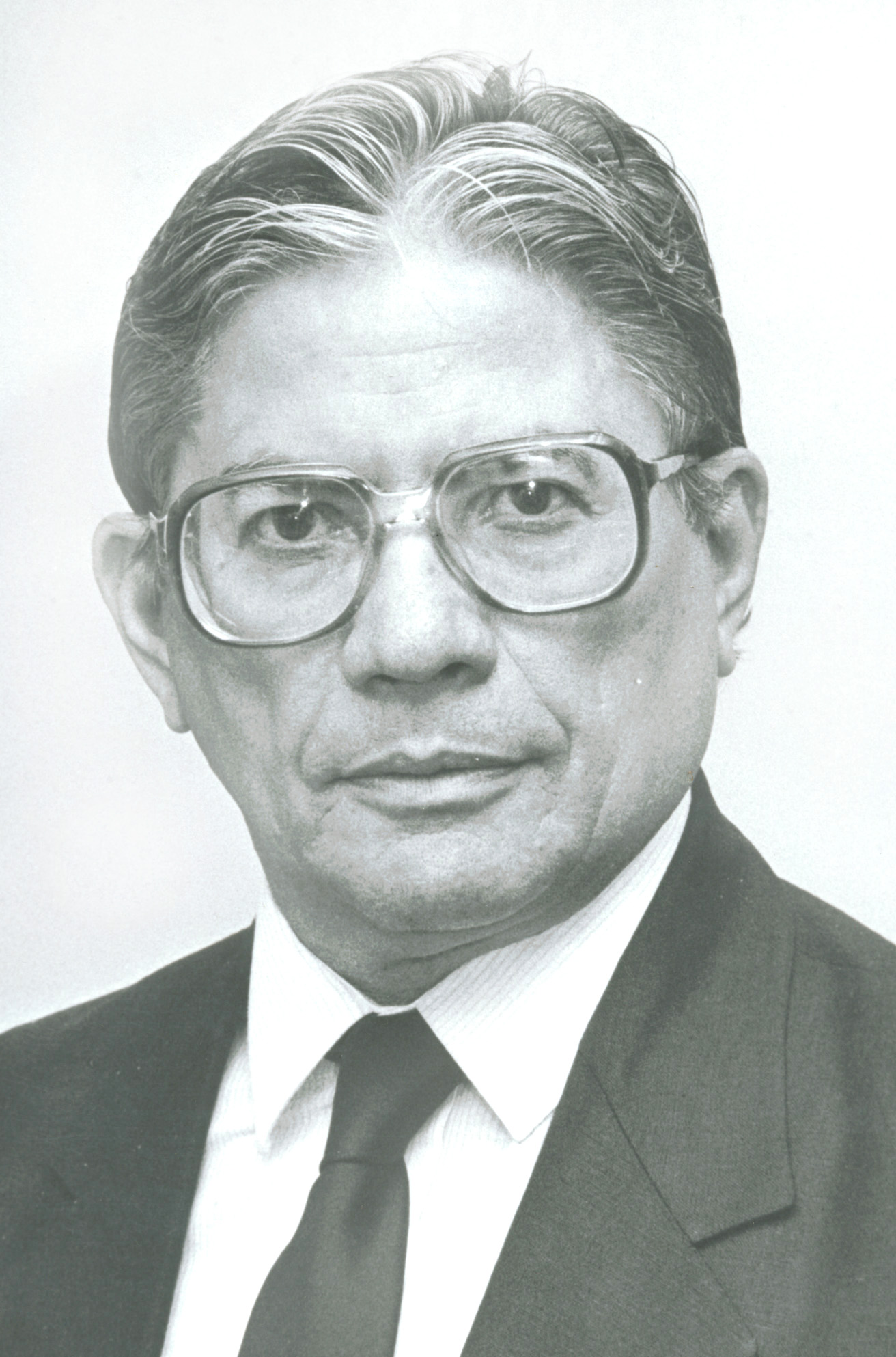

Francisco Leite Chaves (Itaporanga, 7 de maio de 1929 – Brasília, 9 de abril de 2023) foi um advogado e empresário brasileiro.
Graduado em Direito pela Faculdade Nacional de Direito, foi filiado ao MDB e PMDB. Exerceu o cargo de senador pelo Paraná entre 1975 a 1983 e 1987 a 1991.
Chaves, morreu no dia 9 de março de 2023, aos 93 anos de idade.

## Histórico
Francisco Leite Chaves
Nascimento: 7 de maio de 1929
Natural de: Itaporanga - PB
Filiação: João Fiuza Chaves e  Maria Ernestina Chaves

## Histórico Acadêmico
Secundário: Colégio Diocesano
Secundário: Colégio Estadual
Direito: Faculdade de Direito
Direito Penal: Faculdade Nacional de Direito

## Cargos Públicos
Procurado-Geral da Justiça Militar     
Consultor Jurídico do Banco do Brasil     Londrina

## Profissões
Advogado e Empresário

## Mandatos
Senador pelo Paraná- 1975 a 1983
Senador pelo Paraná- 1987 a 1991. 

## Homenagens Recebidas
- Comenda da Ordem de Tudor Vladimirescu, Romênia.
- Medalha comemorativa do Sequicentenário do Senado Federal.
- Comenda da Ordem do Mérito Militar.
- Comenda da Ordem do Mérito da Justiça do Trabalho.

## Trabalhos Publicados
- Consciência de Oposição. Senado Federal, 1977. 537 P. (Senado).
- Senado da Praça dos Três Poderes - 1977.
- Por um Amanhã de Justiça - 1981.
- Artigos em jornais, discursos e conferências.
Informações fornecidas pela Secretaria de Arquivo do Senado Federal  